# Реджанзька мова
Реджа́нгська мова (індонез. Rejang Rejang) — австронезійська мова, рідна мова народу реджанг. Поширена переважно в індонезійській провінції Бенгкулу. Загальна кількість носіїв — 426 тис.